# Strotheria gypsophila
Strotheria gypsophila là một loài thực vật có hoa trong họ Cúc. Loài này được B.L.Turner miêu tả khoa học đầu tiên năm 1972.